# Erannis bicolor
Erannis bicolor là một loài bướm đêm trong họ Geometridae.